# Antipodochlora braueri
Antipodochlora braueri é uma espécie de libelinha da família Corduliidae.
É endémica da Nova Zelândia.
Os seus habitats naturais são: rios.